# 李念敏
李念敏（1957年—），辽宁沈阳人，中国女子垒球运动员，被誉为“神投手”。1984年被评为新中国成立35年来杰出运动员。